# George Barițiu Főgimnázium
A George Barițiu Főgimnázium Kolozsvár első román tannyelvű középiskolája. A Bartha Miklós (Emil Isac) utcában helyezkedik el.

## Története
Az erdélyi kormányzótanács  alapította intézmény 1919. október 19-én nyílt meg a Malom utcában a korábbi iparmúzeum és iskola épületében; első igazgatója Alexandru Ciura volt. Az első tanévben a nyolcosztályos gimnáziumban összesen 278 diák tanult, majd a létszám az 1920-as és 1930-as években öt-hétszáz fősre gyarapodott. 1950-ben az intézmény átköltözött a jelenlegi épületébe, az 1940-es évek első felében épült kereskedelmi középiskolába. 1969–1977 között speciális kémia szakos líceumként, 1977–1990 között ipari líceumként működött. 1990-től ismét elméleti líceumként működött; a reál tagozat matematika-fizika szakkal, a humán tagozat pedig román-olasz szakkal. Egy 1996-ban aláírt kormányközi memorandum alapján az olasz állam támogatást nyújt a két tannyelvű képzéshez. 2000-től a reál tagozat matematika-informatika szakossá vált; ugyanettől az évtől az intézmény főgimnáziumként működik.

## Híres diákjai
Ioan Alexandru (1941–2000) költő, politikus; Nicolae Balotă (1925–2014) irodalomkritikus; Teodor Boşca (1922–1987) műfordító; Viorel Cacoveanu író, drámaíró; Alexandru Căprariu költő; Petru Creţia (1927–1997) esztéta, irodalomkritikus; Valeriu Cristea (1937–1999) író, irodalomkritikus; Emil Giurgiuca (1906–1992) költő; Dumitru Micu (1928–) irodalomkritikus, irodalomtörténész; Ion Negoiţescu (1921–1993) irodalomkritikus, irodalomtörténész; Francisc Păcurariu (1920–1997) író, költő; Marian Papahagi (1948–1999) irodalomkritikus, esszéista, műfordító; Ion Papuc író; Liviu Petrescu (1941–1999) irodalomkritikus, irodalomtörténész; Adrian Popescu költő; Olimpia Radu esszéista; Ion Raţiu (1917–2000) politikus; Cornel Regman (1919–1999) irodalomkritikus; George Sbârcea (1914–2005) zeneszerző, muzikológus; Horia Stanca színikritikus; Radu Stanca (1920–1962) költő, drámaíró; Aurel Şorobetea író; Petre Ţuţea filozófus (1902–1991)